# Hohberg
Hohberg (Alemannic thấp: Hohberig) là một thị xã nằm ở huyện Ortenaukreis, thuộc bang Baden-Württemberg, Đức.